# Caseneuve
Pour les articles homonymes, voir Caseneuve (homonymie).
Caseneuve est une commune française, située dans le département de Vaucluse en région Provence-Alpes-Côte d'Azur.
Ses habitants sont appelés les Canovis en provençal.

## Géographie

### Localisation
Le village est situé face au flanc nord du grand Luberon, à environ 10 kilomètres à l'est d'Apt.
| Apt     | Rustrel   | Gignac                    |
|         | Caseneuve | Viens                     |
| Saignon |           | Saint-Martin-de-Castillon |

### Topographie et géologie
La commune fait partie du périmètre de la réserve naturelle géologique du Luberon, en raison de la proximité à des sites fossilifères exceptionnels.

### Hydrographie et les eaux souterraines
Jules Courtet signalait, au milieu du XIXe siècle, dans le vallon des Bassies, une source sulfureuse à vertu purgative.
Cours d'eau sur la commune ou à son aval :
- rivière le Coulon,
- torrent de la Buye,
- vallons du Frau, du Dévens,
- ruisseaux le Rablassin, le Marinier,
- ravin de la Masque.

La commune dispose d'une station d'épuration de 500 Équivalent Habitants.

### Voies de communication et transports

#### Voies routières
Passage de la route départementale 35 qui monte au bourg en partant de la route nationale 100 au sud, puis redescend vers celle-ci.

#### Services autocars
Lignes départementalesLe village est desservi par 1 ligne départementale :
| Ligne | Tracé                                        |
| ----- | -------------------------------------------- |
| 16.2  | Apt ↔ Caseneuve ↔ Simiane-la-Rotonde ↔ Banon |

### Sismicité
Les cantons de Bonnieux, Apt, Cadenet, Cavaillon, et Pertuis sont classés en zone Ib (risque faible). Tous les autres cantons du département de Vaucluse sont classés en zone Ia (risque très faible). Ce zonage correspond à une sismicité ne se traduisant qu'exceptionnellement par la destruction de bâtiments.

### Climat
Pour des articles plus généraux, voir Climat de Provence-Alpes-Côte d'Azur et Climat de Vaucluse.
En 2010, le climat de la commune est de type climat méditerranéen altéré, selon une étude du Centre national de la recherche scientifique s'appuyant sur une série de données couvrant la période 1971-2000. En 2020, Météo-France publie une typologie des climats de la France métropolitaine dans laquelle la commune est exposée à un climat méditerranéen et est dans la région climatique  Provence, Languedoc-Roussillon, caractérisée par une pluviométrie faible en été, un très bon ensoleillement (2 600 h/an), un été chaud (21,5 °C), un air très sec en été, sec en toutes saisons, des vents forts (fréquence de 40 à 50 % de vents > 5 m/s) et peu de brouillards. 
Pour la période 1971-2000, la température annuelle moyenne est de 11,8 °C, avec une amplitude thermique annuelle de 16,9 °C. Le cumul annuel moyen de précipitations est de 844 mm, avec 5,9 jours de précipitations en janvier et 3,3 jours en juillet. Pour la période 1991-2020, la température moyenne annuelle observée sur la station météorologique de Météo-France la plus proche, « Apt-Viton », sur la commune d'Apt à 7 km à vol d'oiseau, est de 13,9 °C et le cumul annuel moyen de précipitations est de 770,3 mm. 
La température maximale relevée sur cette station est de 43,6 °C, atteinte le 28 juin 2019 ; la température minimale est de −16,4 °C, atteinte le 7 janvier 1985,,. 
Les paramètres climatiques de la commune ont été estimés pour le milieu du siècle (2041-2070) selon différents scénarios d'émission de gaz à effet de serre à partir des nouvelles projections climatiques de référence DRIAS-2020. Ils sont consultables sur un site dédié publié par Météo-France en novembre 2022.

## Urbanisme

### Typologie
Au 1er janvier 2024, Caseneuve est catégorisée commune rurale à habitat dispersé, selon la nouvelle grille communale de densité à sept niveaux définie par l'Insee en 2022.
Elle est située hors unité urbaine. Par ailleurs la commune fait partie de l'aire d'attraction d'Apt, dont elle est une commune de la couronne,. Cette aire, qui regroupe 18 communes, est catégorisée dans les aires de moins de 50 000 habitants,.

### Occupation des sols
L'occupation des sols de la commune, telle qu'elle ressort de la base de données européenne d’occupation biophysique des sols Corine Land Cover (CLC), est marquée par l'importance des territoires agricoles (58,9 % en 2018), une proportion sensiblement équivalente à celle de 1990 (58,4 %). La répartition détaillée en 2018 est la suivante : 
zones agricoles hétérogènes (43,5 %), forêts (34,2 %), terres arables (13,8 %), milieux à végétation arbustive et/ou herbacée (6,8 %), prairies (1,6 %), espaces ouverts, sans ou avec peu de végétation (0,1 %). L'évolution de l’occupation des sols de la commune et de ses infrastructures peut être observée sur les différentes représentations cartographiques du territoire : la carte de Cassini (XVIIIe siècle), la carte d'état-major (1820-1866) et les cartes ou photos aériennes de l'IGN pour la période actuelle (1950 à aujourd'hui).

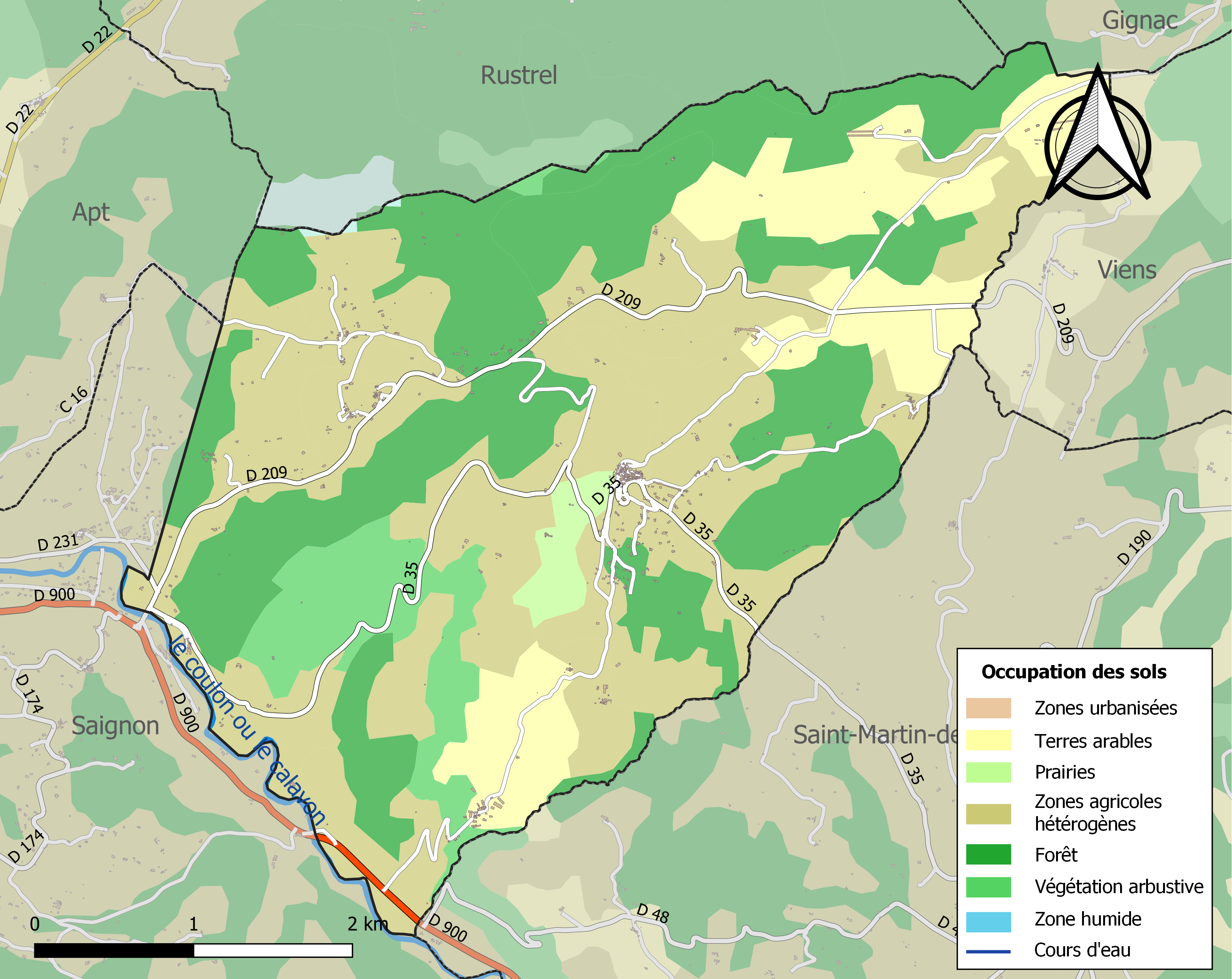
Carte des infrastructures et de l'occupation des sols de la commune en 2018 (CLC).

## Histoire

### Antiquité
Le site de Caseneuve fut occupé lors de la colonisation romaine. En effet, les archéologues ont découvert, au lieu-dit Massieyes, des colonnes, des chapiteaux et de la poterie sigillée.

### Moyen Âge

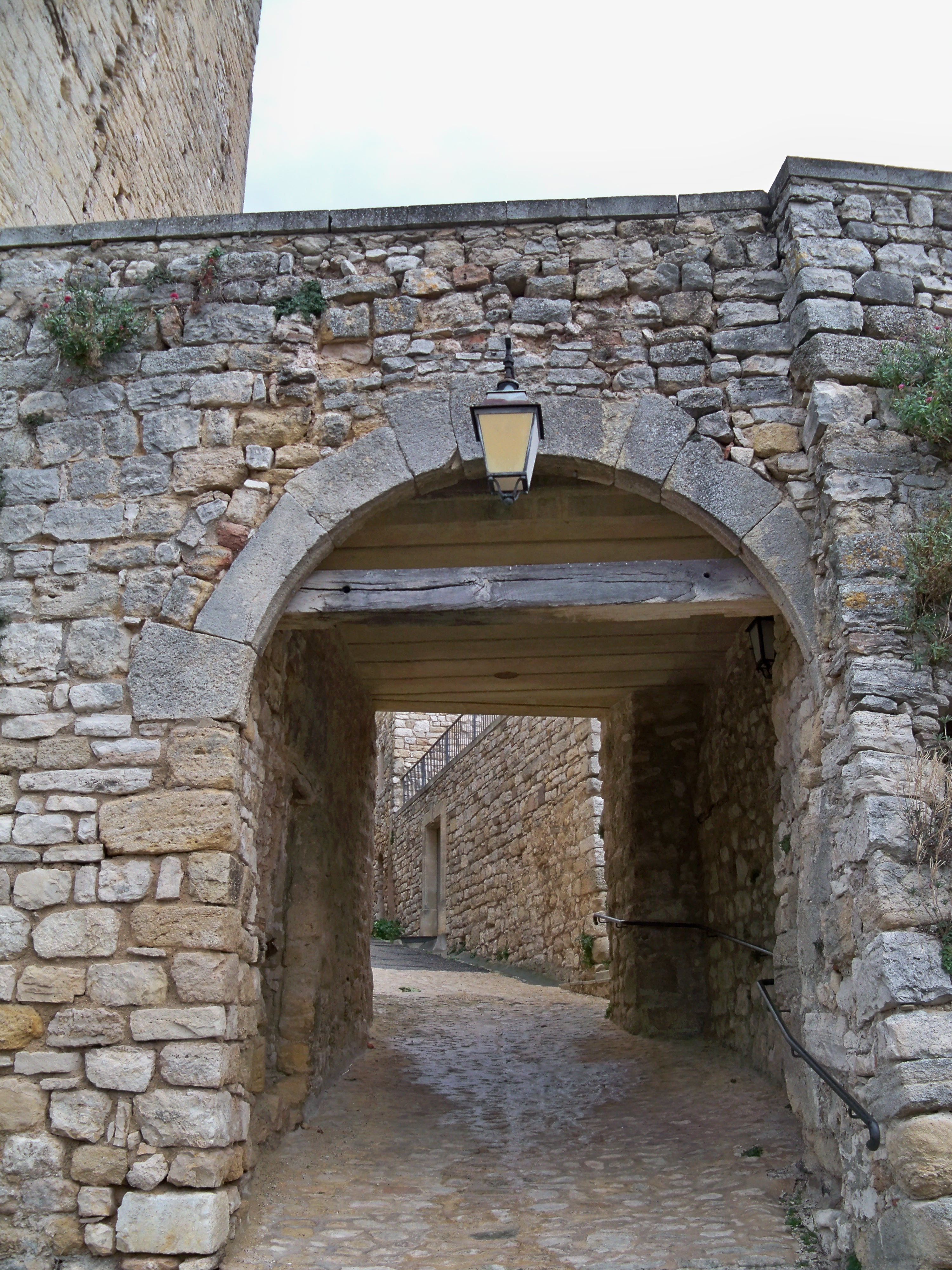
Passage dit du Château.

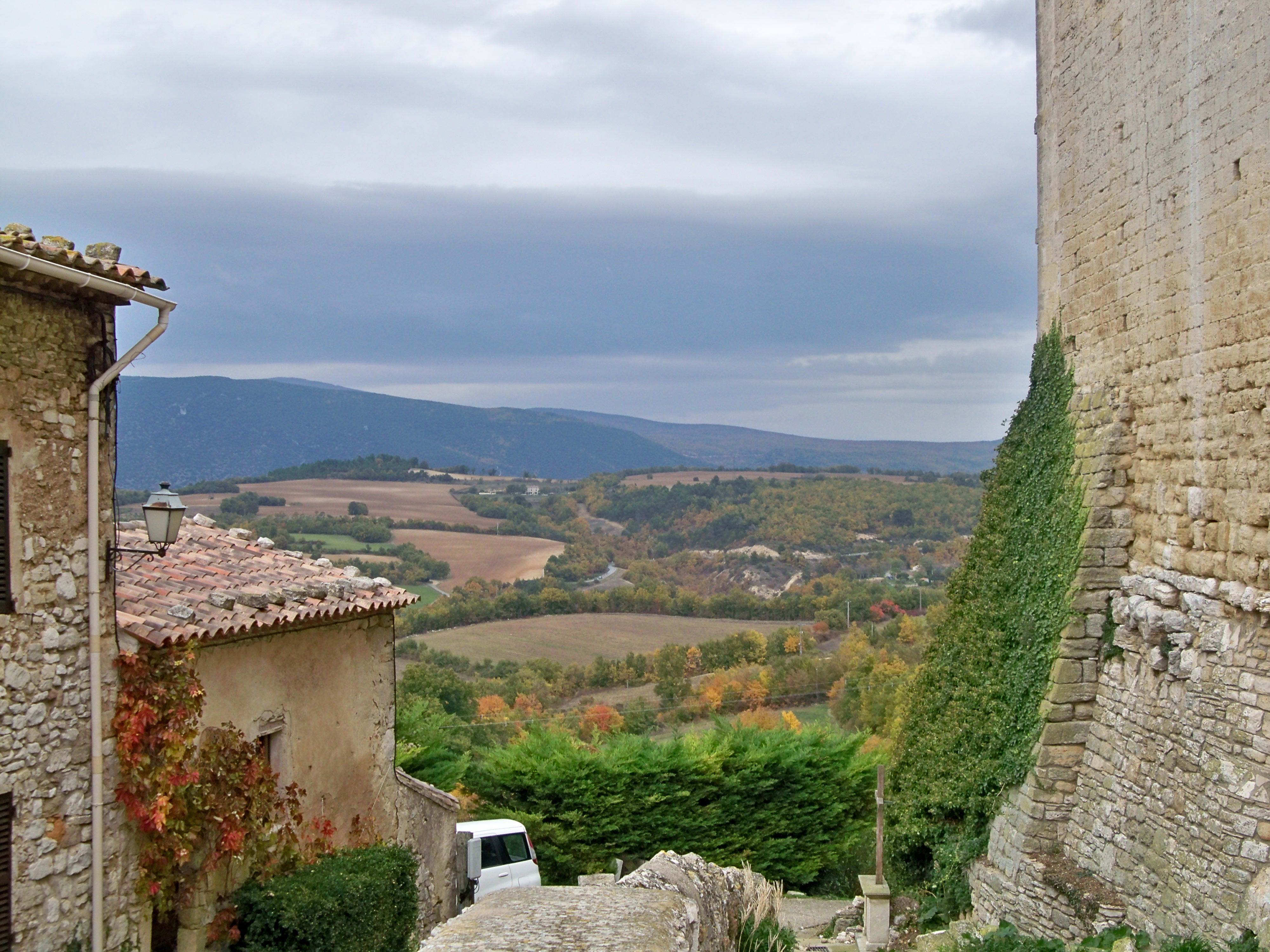
Le château, verrou des vallées du Calavon et de la Döa.

Au haut Moyen Âge, le village fut le premier fief de Humbert. Ses héritiers seront les fondateurs de l'illustre famille des Agoult-Simiane. Ce fut à son époque que fut construit le premier castrum qui donna son nom au village : la Casanovo, citée dans le Cartulaire de l'Église d'Apt dès 978. Sur ces bases (30 x 10 m), de nos jours subsiste celui qui lui a succédé au XIIe siècle et qui, du haut de ses 32 mètres, domine les vallées du Calavon et de la Dôa.
Le fief de Caseneuve relevait du comté de Forcalquier au XIIe siècle. Lorsque ce comté perd son indépendance en 1209, à la mort de Guillaume II, un de ses neveux, Guillaume de Sabran tente de le relever. Après une lutte de dix ans, il passe un accord à Meyrargues le 29 juin 1220 avec Raimond Bérenger IV, comte de Provence et lui aussi héritier du comté de Forcalquier. Par cet accord, la moitié sud du comté, dont Caseneuve, lui est donnée. Guillaume de Sabran conserve sa moitié de comté jusqu'à sa mort, vers 1250.
Guiran de Simiane (?-v.1385), viguier de Marseille (1351), lieutenant du sénéchal (1382), chevalier, fut baron de Caseneuve, seigneur d'Apt et de Gordes après la mort de son frère aîné, Bertrand-Raimbaud. Il fut le petit-fils de Guiran de Simiane, viguier de Marseille (1314), baile-juge d'Apt (1326), baron de Caseneuve et coseigneur d'Apt. Il épousa Dauphine de Sabran. Le 24 juillet 1371, il acquit la seigneurie de Châteauneuf (aujourd'hui Châteauneuf-de-Gadagne) dans le Comtat Venaissin de Giraud Amic de Sabran. Lors de la guerre de l'Union d'Aix, il prit parti pour le duc d'Anjou, en avril-mai 1382.
On a voulu faire du village la patrie du légendaire Jean de Caseneuve ; qui aurait été au VIIIe siècle l'inventeur des reliques de sainte Anne à Apt. Malgré - ou à cause - de la présence de Charlemagne lors de cet évènement, les historiens rejettent cette version, l'empereur des Francs n'étant jamais venu à Apt[réf. nécessaire].
Place forte historique de la maison des Agoult-Simiane, Caseneuve ne fut jamais attaqué et échappa même aux épidémies dont celle de la Peste Noire en 1348,.

### Époque moderne
Ce ne fut, par contre, pas le cas avec la Grande Peste. Elle frappa le village du 25 septembre 1720 au 3 mars 1721 et provoqua la mort de dix-huit personnes.
Le 12 août 1793 fut créé le département de Vaucluse, constitué des districts d'Avignon et de Carpentras, mais aussi de ceux d'Apt et d'Orange, qui appartenaient aux Bouches-du-Rhône, ainsi que du canton de Sault, qui appartenait aux Basses-Alpes.

### Période contemporaine

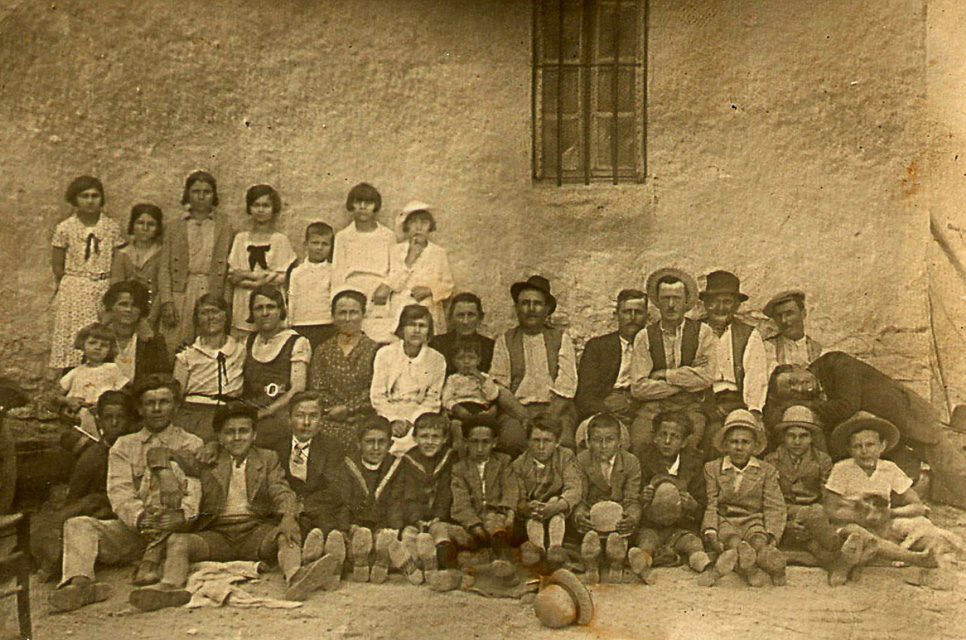
Photo des villageois en 1920.

Durant la Seconde Guerre mondiale, dès l'occupation de la Provence par les troupes allemandes, se constitua un important réseau de résistance. Fernand Jean, responsable du SAP (service action parachutage) et ses deux adjoints Arthur Delan de Caseneuve, et Augustin Courveille d'Apt, mirent en place un réseau qui couvrait le secteur Lagarde-d'Apt-Caseneuve-Plateau d'Albion. Le village lui-même servit de refuge à de nombreuses familles lors de la retraite allemande.

## Politique et administration
| Période                                  | Période      | Identité           | Étiquette      | Qualité                                |
| ---------------------------------------- | ------------ | ------------------ | -------------- | -------------------------------------- |
| ...                                      | ...          | ...                |                |                                        |
| 1864                                     | 1865         | Édouard Dédréa     |                | Ingénieur civil,                       |
| ...                                      | ...          | ...                |                |                                        |
| mars 1983                                | 2005 (décès) | Alain Jouve        |                |                                        |
| 2005                                     | mars 2008    | Jean-Pierre Gaudin |                |                                        |
| mars 2008                                | En cours     | Gilles Ripert      | ex-PS-Horizons | Président de la Communauté de Communes |
| Les données manquantes sont à compléter. |              |                    |                |                                        |

### Fiscalité
| Taxe                                                | Part communale | Part intercommunale | Part départementale | Part régionale |
| --------------------------------------------------- | -------------- | ------------------- | ------------------- | -------------- |
| Taxe d'habitation (TH)                              | 9,39 %         | 0,00 %              | 7,55 %              | 0,00 %         |
| Taxe foncière sur les propriétés bâties (TFPB)      | 9,43 %         | 0,00 %              | 10,20 %             | 2,36 %         |
| Taxe foncière sur les propriétés non bâties (TFPNB) | 50,18 %        | 0,00 %              | 28,96 %             | 8,85 %         |
| Taxe professionnelle (TP)                           | 00,00 %        | 22,23 %             | 13,00 %             | 3,84 %         |

La part régionale de la taxe d'habitation n'est pas applicable.

### Budget et fiscalité 2017
En 2017, le budget de la commune était constitué ainsi :
- total des produits de fonctionnement : 491 000 €, soit 935 € par habitant ;
- total des charges de fonctionnement : 442 000 €, soit 843 € par habitant ;
- total des ressources d'investissement : 156 000 €, soit 296 € par habitant ;
- total des emplois d'investissement : 179 000 €, soit 341 € par habitant ;
- endettement : 352 000 €, soit 670 € par habitant.

Avec les taux de fiscalité suivants :
- taxe d'habitation : 9,65 % ;
- taxe foncière sur les propriétés bâties : 9,69 % ;
- taxe foncière sur les propriétés non bâties : 51,58 % ;
- taxe additionnelle à la taxe foncière sur les propriétés non bâties : 0,00 % ;
- cotisation foncière des entreprises : 0,00 %.

Chiffres clés Revenus et pauvreté des ménages en 2015 : médiane en 2015 du revenu disponible, par unité de consommation : 20 230 €.

## Population et société

### Démographie

#### Évolution démographique
L'évolution du nombre d'habitants est connue à travers les recensements de la population effectués dans la commune depuis 1793. Pour les communes de moins de 10 000 habitants, une enquête de recensement portant sur toute la population est réalisée tous les cinq ans, les populations de référence des années intermédiaires étant quant à elles estimées par interpolation ou extrapolation. Pour la commune, le premier recensement exhaustif entrant dans le cadre du nouveau dispositif a été réalisé en 2007.

En 2022, la commune comptait 519 habitants, en évolution de +3,8 % par rapport à 2016 (Vaucluse : +1,73 %, France hors Mayotte : +2,11 %).
| 1793 | 1800 | 1806 | 1821 | 1831 | 1836 | 1841 | 1846 | 1851 |
| ---- | ---- | ---- | ---- | ---- | ---- | ---- | ---- | ---- |
| 719  | 667  | 681  | 686  | 737  | 724  | 730  | 712  | 690  |

| 1856 | 1861 | 1866 | 1872 | 1876 | 1881 | 1886 | 1891 | 1896 |
| ---- | ---- | ---- | ---- | ---- | ---- | ---- | ---- | ---- |
| 666  | 668  | 652  | 586  | 599  | 552  | 510  | 465  | 447  |

| 1901 | 1906 | 1911 | 1921 | 1926 | 1931 | 1936 | 1946 | 1954 |
| ---- | ---- | ---- | ---- | ---- | ---- | ---- | ---- | ---- |
| 441  | 408  | 383  | 272  | 271  | 290  | 273  | 241  | 196  |

| 1962 | 1968 | 1975 | 1982 | 1990 | 1999 | 2006 | 2007 | 2012 |
| ---- | ---- | ---- | ---- | ---- | ---- | ---- | ---- | ---- |
| 176  | 217  | 206  | 242  | 313  | 355  | 401  | 407  | 502  |

| 2017 | 2022 | - | - | - | - | - | - | - |
| ---- | ---- | - | - | - | - | - | - | - |
| 489  | 519  | - | - | - | - | - | - | - |

## Économie

### Agriculture

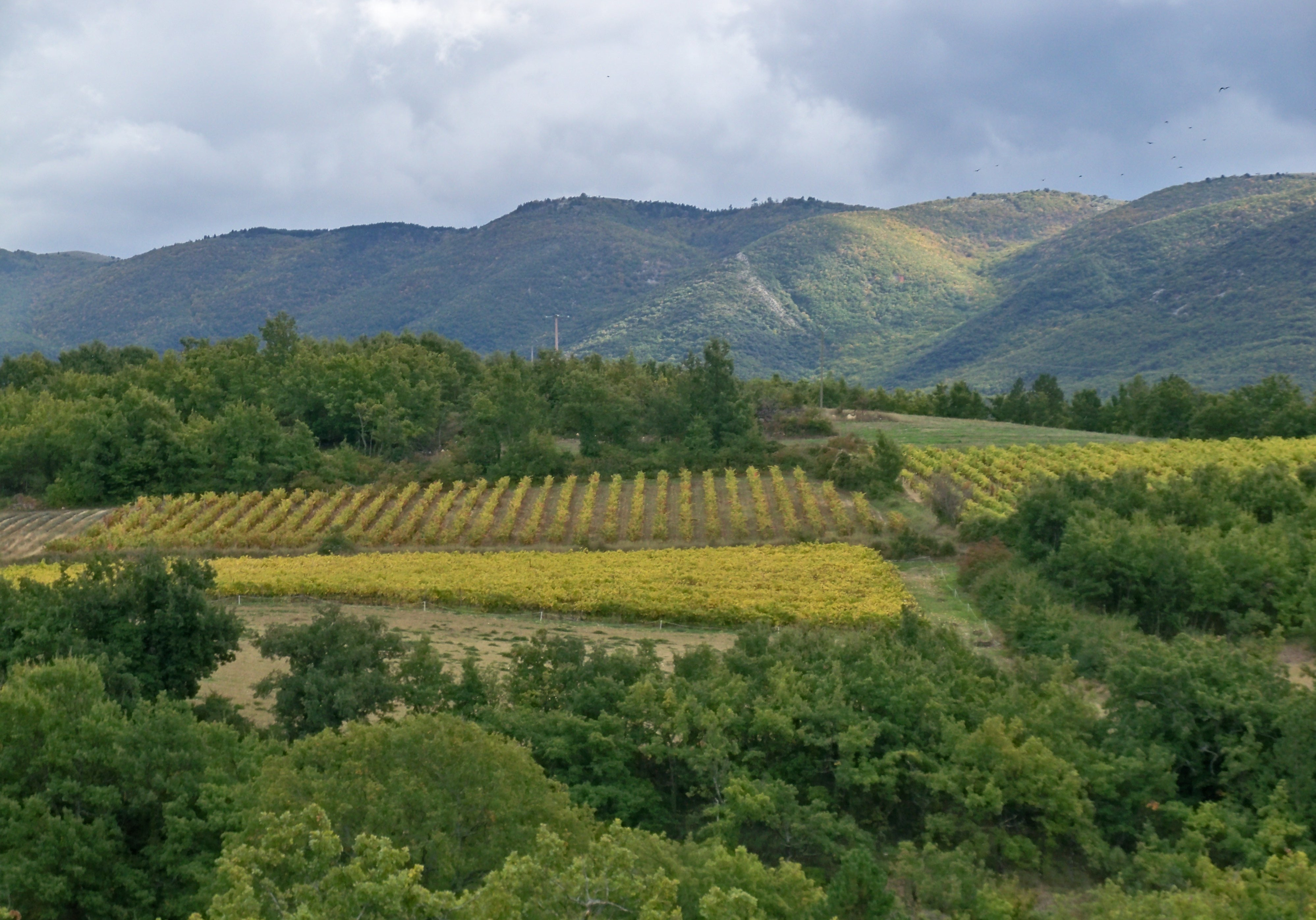
Vignes près du hameau du Boisset.

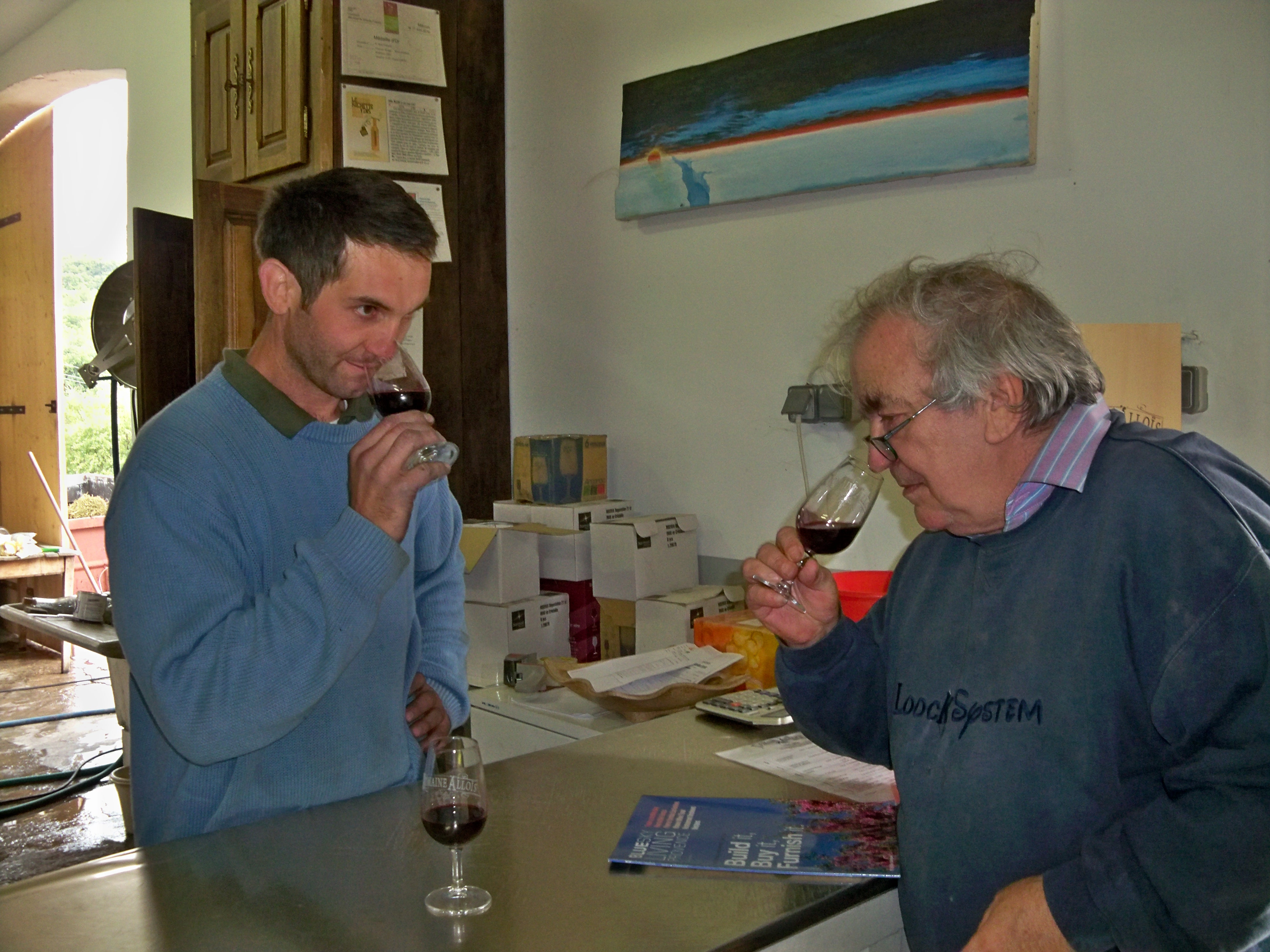
Dégustation au domaine Alloïs.

Le vignoble de la commune produit des vins classés en AOC ventoux. Les vins qui ne sont pas en appellation d'origine contrôlée peuvent revendiquer, après agrément, le label Vin de pays d'Aigues.
Les autres productions agricoles sont le blé et l'épeautre, les cerises-industrie et les pastèques pour les confiseries d'Apt, la lavande et le lavandin. Il existe à proximité du village un élevage industriel de poules.

### Tourisme

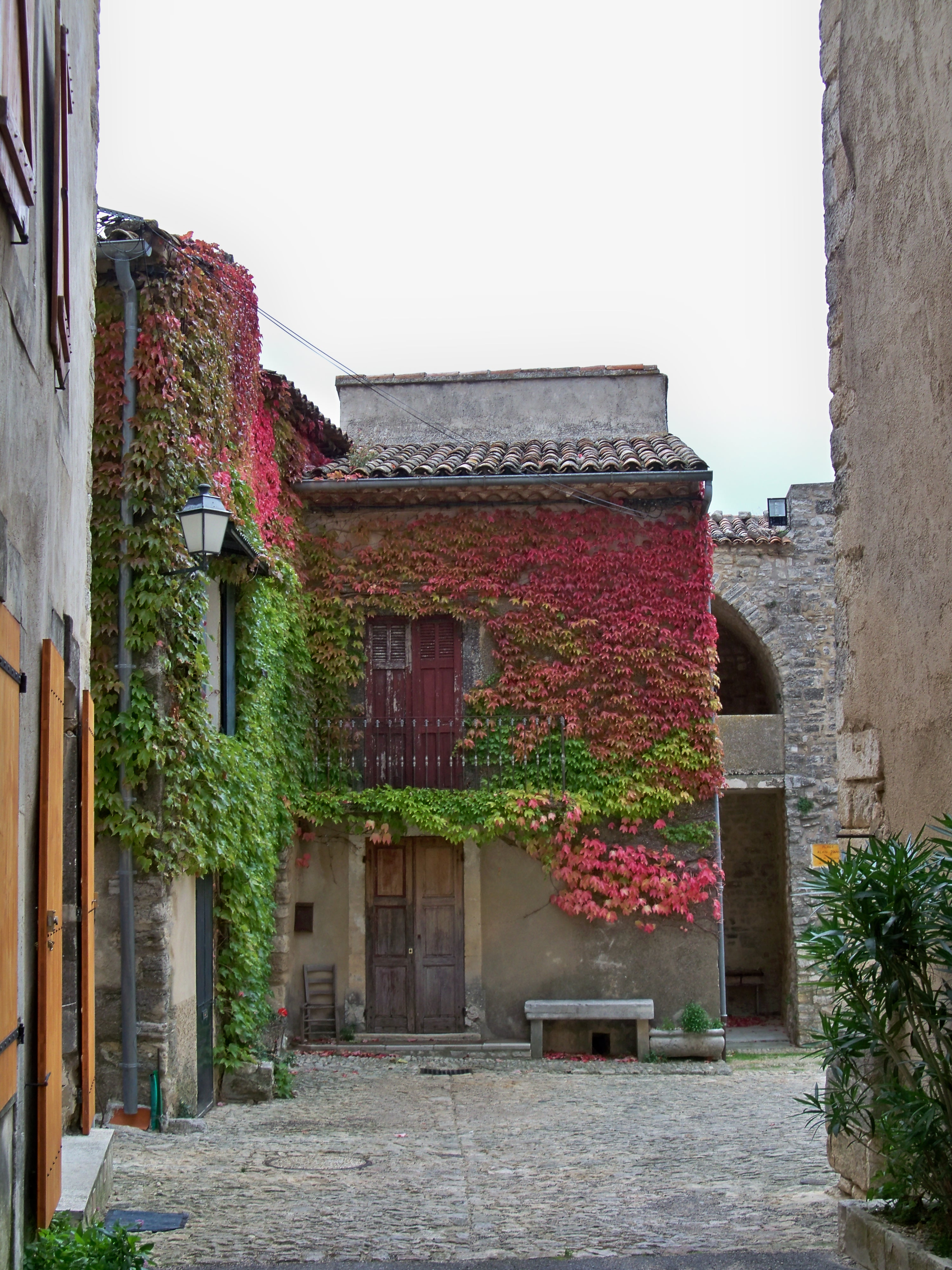
Feuillage d'automne à Caseneuve.

Comme l'ensemble des communes du Luberon, le tourisme joue un rôle, directement ou indirectement, dans l'économie locale.
On peut considérer trois principales sortes de tourisme en Luberon. Tout d'abord, le tourisme historique et culturel qui s'appuie sur un patrimoine riche des villages perchés ou sur des festivals. Ensuite, le tourisme détente qui se traduit par un important développement des chambres d'hôtes, de l'hôtellerie et de la location saisonnière, par une concentration importante de piscines et par des animations comme des marchés provençaux. Enfin, le tourisme vert qui profite des chemins de randonnées et du cadre protégé du Luberon et ses environs.

## Vie locale
- Les Poulivets Bistrot de pays[41],[42],[43].
- La relative proximité de la ville d'Apt permet l'accès aux supermarchés, grandes surfaces spécialisées, etc.

### Santé

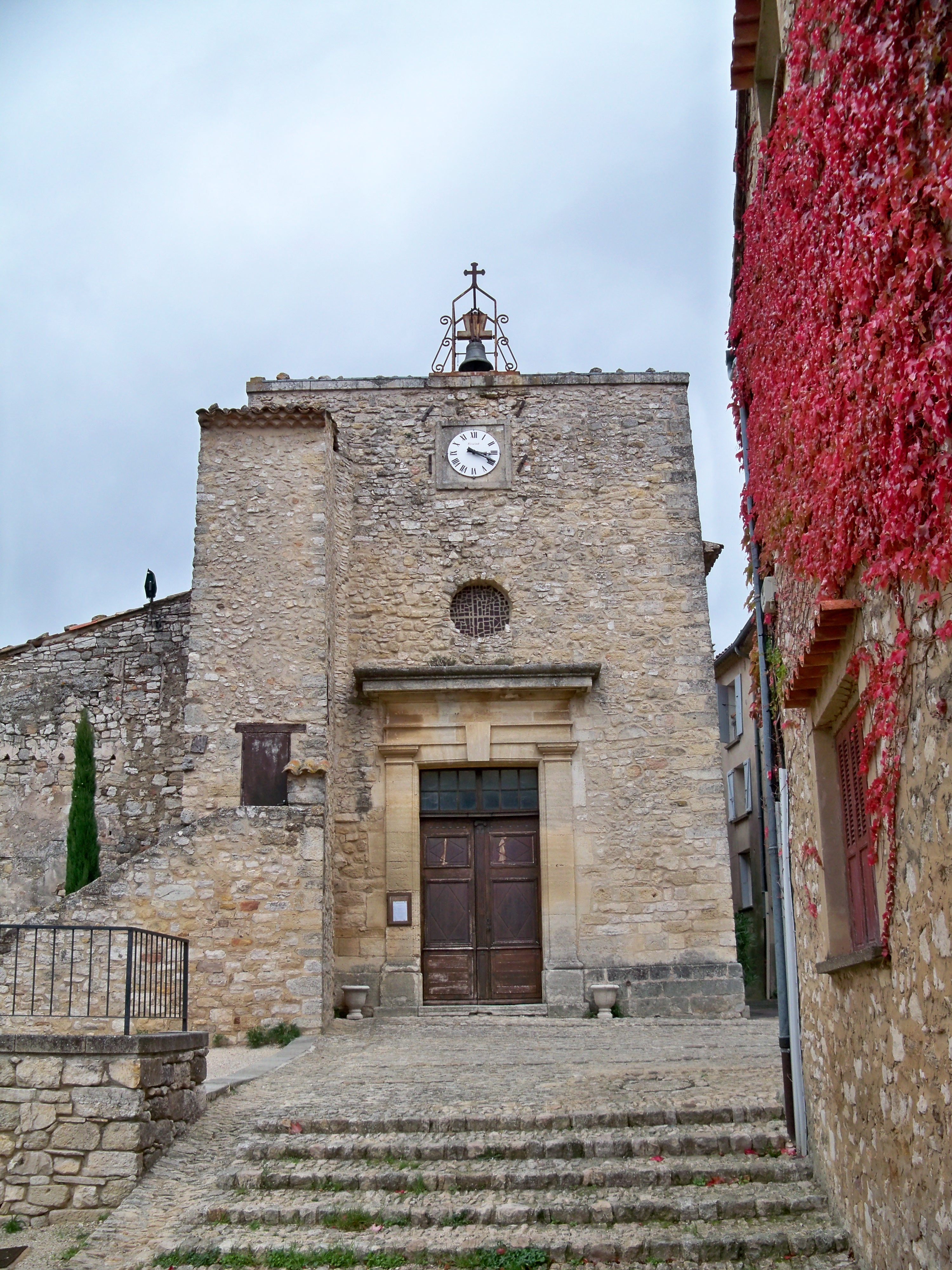
Église de Caseneuve.

Professionnels et établissements de santé :
- médecins à Apt ;
- pharmacies à Apt ;
- les hôpitaux les plus proches sont à Apt, Saignon.

### Sports
Un boulodrome permet la pratique de la pétanque.
Plusieurs chemins de la commune permettent la pratique de randonnées équestres ou pédestres ainsi que la pratique du VTT.

### Cultes
Le culte catholique est célébré à l'église de Caseneuve, Paroisse d'Apt, Diocèse d'Avignon.

### Culture
Une bibliothèque municipale est à la disposition des habitants et des vacanciers en saison.

## Lieux et monuments

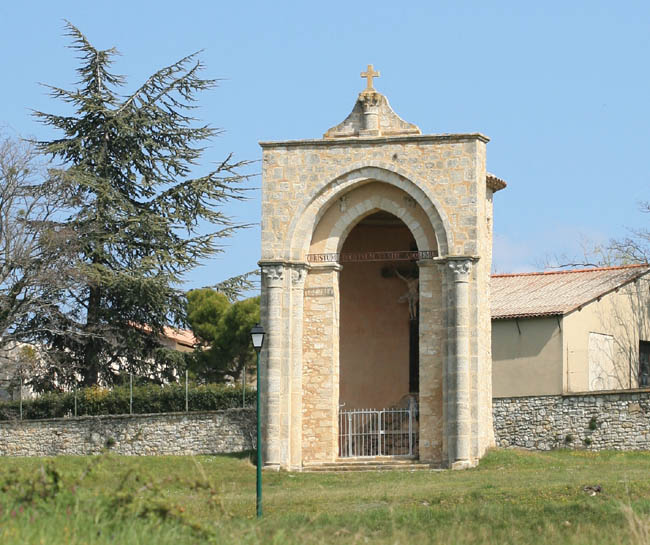
Le plus grand oratoire de Provence.

### L'oratoire Saint-Jean
L'entrée du village est sous la protection du plus grand oratoire de Provence. En forme d'abside, il est constitué d'un vaste porche en arc brisé à colonnes et pilastres, ce qui lui donne un aspect roman.
Il n'en est rien, puisqu'il fut construit, en 1830, après une mission franciscaine. Les missionnaires eurent l'idée de faire détruire l'arc triomphant du prieuré de Notre-Dame-des-Aumades et de faire transporter ses pierres à dos d'hommes pour édifier ce monument.
L'oratoire Saint-Jean a été inscrit monument historique par arrêté du 5 mai 1972,.

### Prieuré de Notre-Dame des Aumades
Le prieuré de Sancta Maria de Ulmatis, avait été donné en 1103 par Laugier d'Agoult, évêque d'Apt, à Hugues de Semur, abbé de Cluny.
« C'est un édifice relativement vaste, composé d'une nef de trois travées, d'un transept et d'un chœur à trois absides, dont seul le plan est actuellement restituable. D'amples proportions, cette église devait être d'une grande qualité décorative si l'on en juge par les éléments architecturaux, les chapiteaux et les sculptures, réemployés au siècle dernier dans un immense oratoire dressé près du village de Caseneuve après une mission ».
Le prieuré où résidaient habituellement deux moines et un prieur tomba rapidement en décadence. Il était pourtant doté des revenus de nombreuses chapelles rurales entre Viens et Caseneuve, dont Saint-Raphaël, Saint-Jean-de-Félèze et Saint-Aman-l'Alpage, église du castrum alpestri.

### Le château

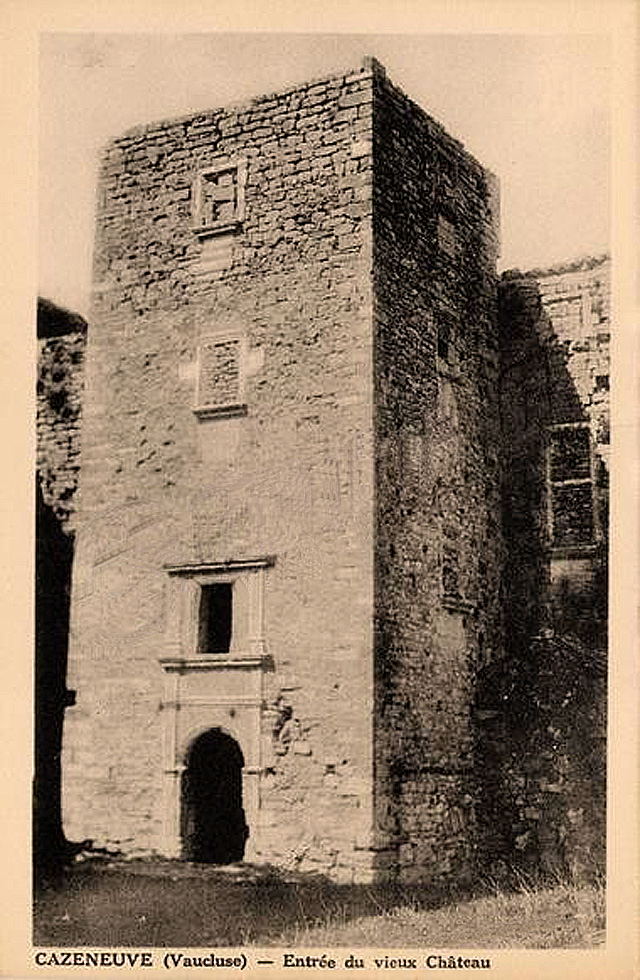
Entrée du château au début du XXe siècle.
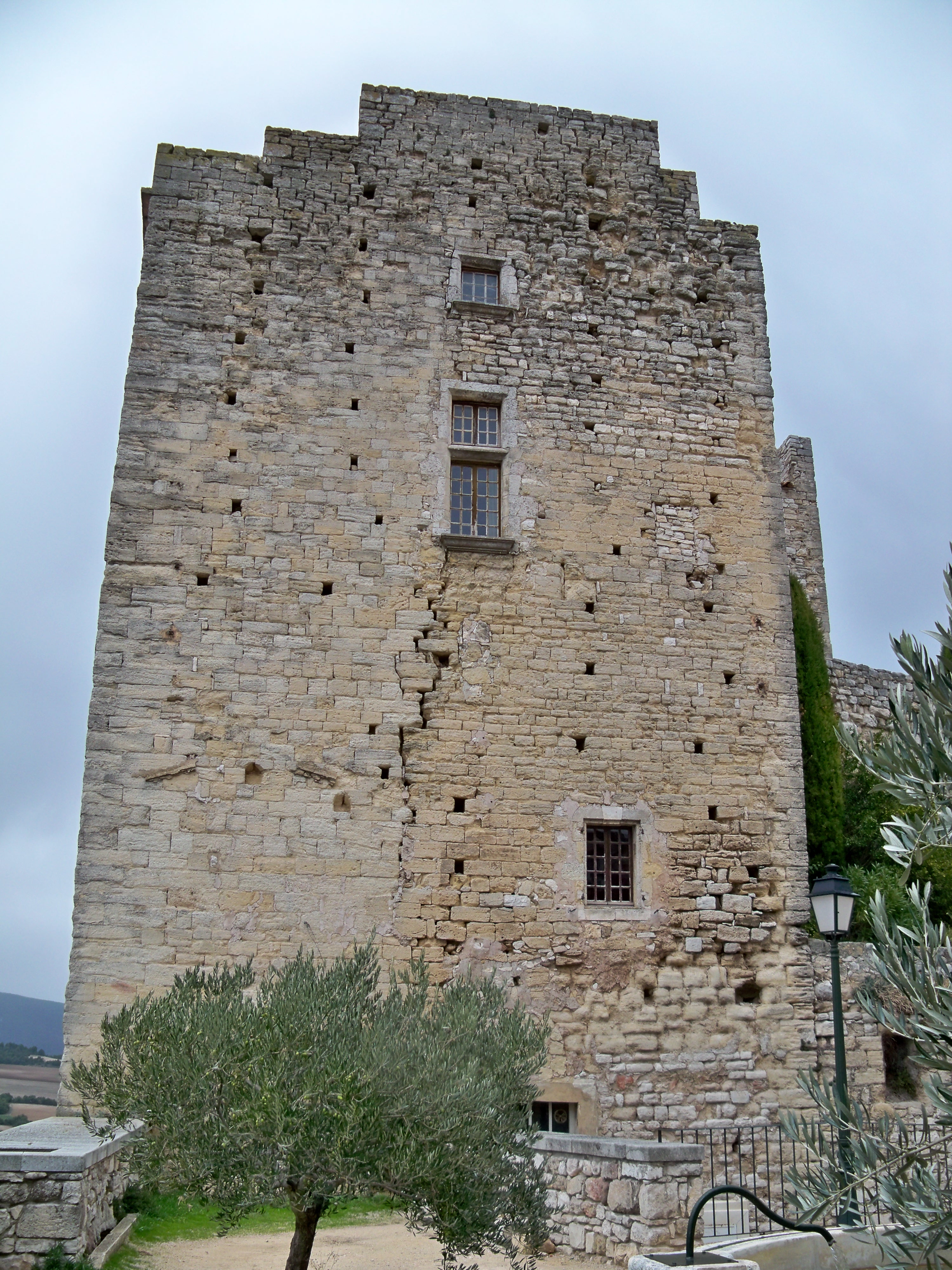
Château de Caseneuve.

Le château de Caseneuve est le siège historique de la famille des Agoult-Simiane, il a donné son nom au village dès sa construction (la casa nova). Dominé par son impressionnant donjon, le château actuel se présente sous l'aspect d'un immense logis aux murs percés de baies à meneaux croisés du XVIe siècle.

### La Maison commune

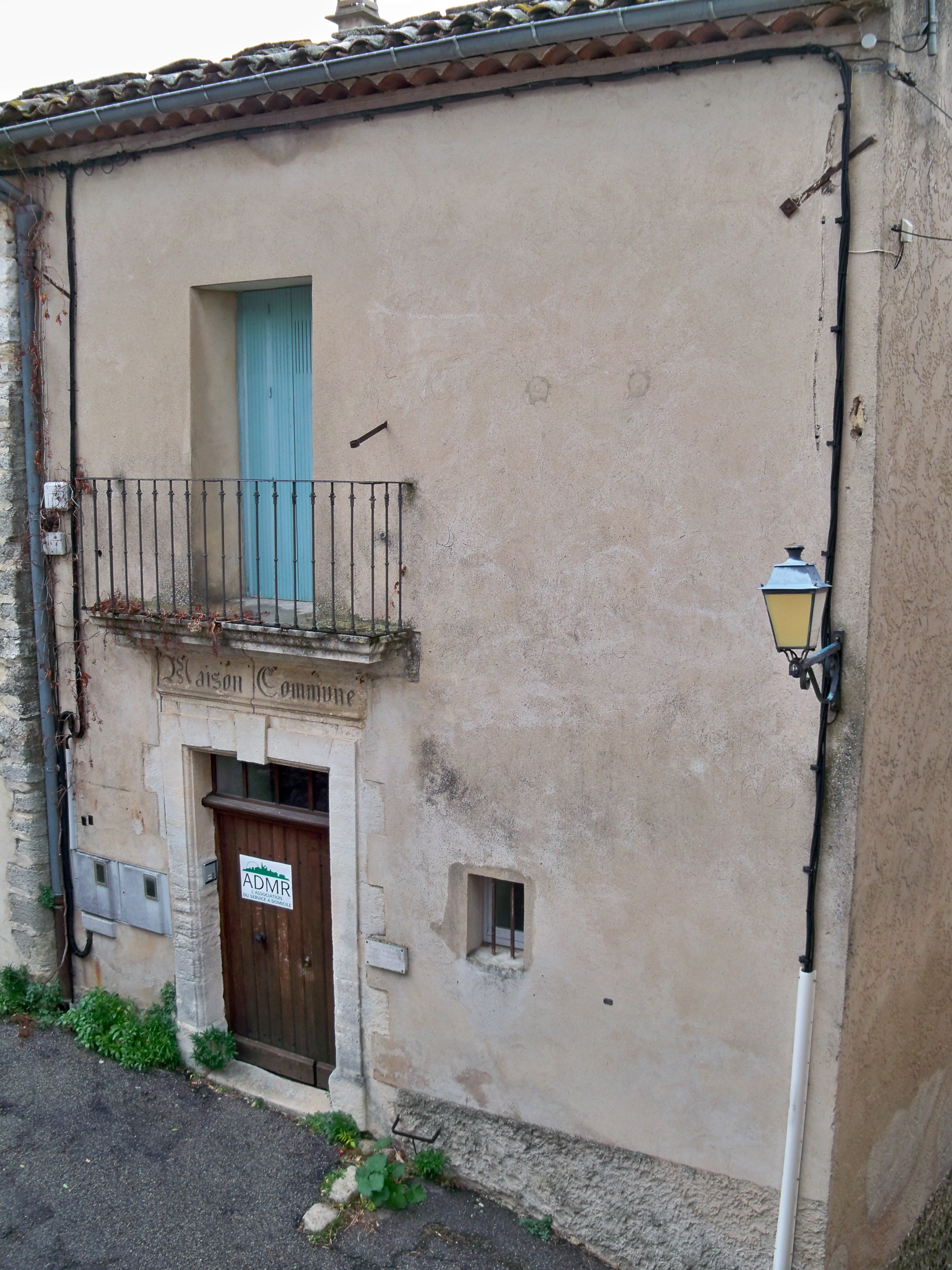
La Maison commune.

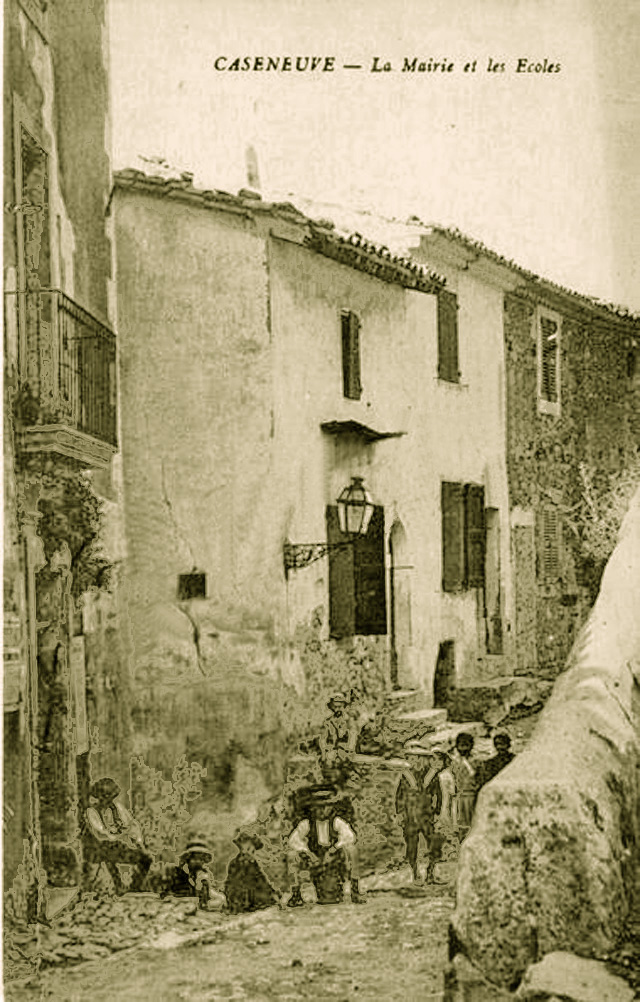
Mairie et écoles au début du XXe siècle.

Cet ancien siège du Conseil de Ville est toujours visible à l'intérieur du village. Cette bâtisse, datée du XVIIe siècle, porte gravée sur son linteau sa raison sociale : « Maison Commune ». Au début du XXe siècle l'école communale jouxtait cette maison commune siège alors de la mairie.
La commune appartient à un regroupement pédagogique avec les deux villages limitrophes de Viens et de Saint-Martin-de-Castillon. Les classes de l'école primaire sont réparties sur ces trois villages qui organisent un réseau de bus scolaires pour amener les enfants de chaque commune vers l'école appropriée. Les élèves peuvent ensuite poursuivre leurs études au collège et au lycée Charles-de-Gaulle d'Apt.

### Personnalités liées à la commune
- Bertrand-Rambaud de Simiane (1513-1578)

### Héraldique
| Blason de Sault | Les armes peuvent se blasonner ainsi : D'azur au chef d'or chargé d'une maison neuve d'argent. |

## Habitat

### Habitat perché

Vue de Caseneuve et de son château perchés sur un éperon
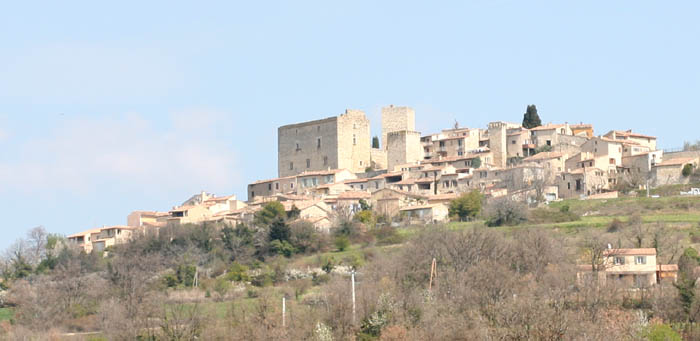
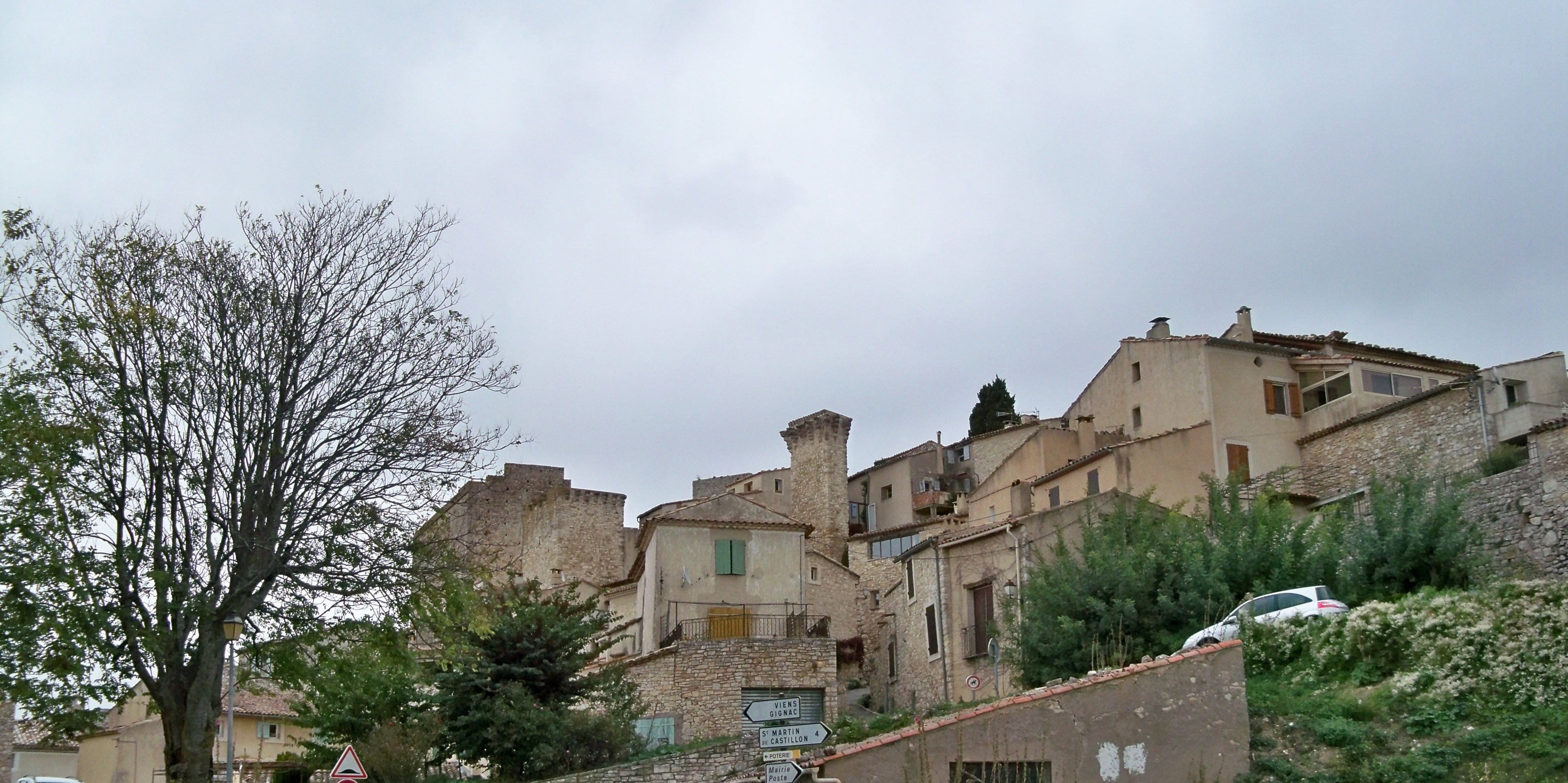

Ce type d'habitat est considéré comme typiquement provençal, il est surtout typiquement méditerranéen. Ces villages sis sur leur « acropole rocheuse », qui ont gardé leur aspect médiéval, forment par l'orientation des façades de leurs maisons - vers la vallée ou la voie de communication - un véritable front de fortification.
Fernand Benoit souligne leur origine quelquefois préhistorique en signalant que Cicéron, à propos des Ligures qui peuplaient la région, les dénomme castellani, c'est-à-dire habitants des castellas (Brutus, LXXIII, 256).
Ces villages perchés se trouvent dans essentiellement dans les zones collinaires dont le terroir est pauvre en alluvions et où l'eau est rare. Ce qui est le cas général en Provence sauf dans la basse vallée du Rhône et dans celle de la Durance, où les terres alluvionnaires abondent et surtout où l'eau est facilement accessible pour chaque propriété grâce à un puits creusé dans la cour de la maison.
De plus, ce groupement en communauté refermée sur elle-même correspond à des régions de petites propriétés, où les seules terres fertiles se situent au fond de quelques vallons, et ce regroupement a facilité l'existence d'un artisanat rural indispensable aux villageois (charron, forgeron, etc.). À contrario, l'habitat dispersé implique de grands domaines qui tendent à vivre en autarcie. D'où la loi émise par Fernand Benoit « La misère groupe l'habitat, l'aisance le disperse ».

### Maison en hauteur

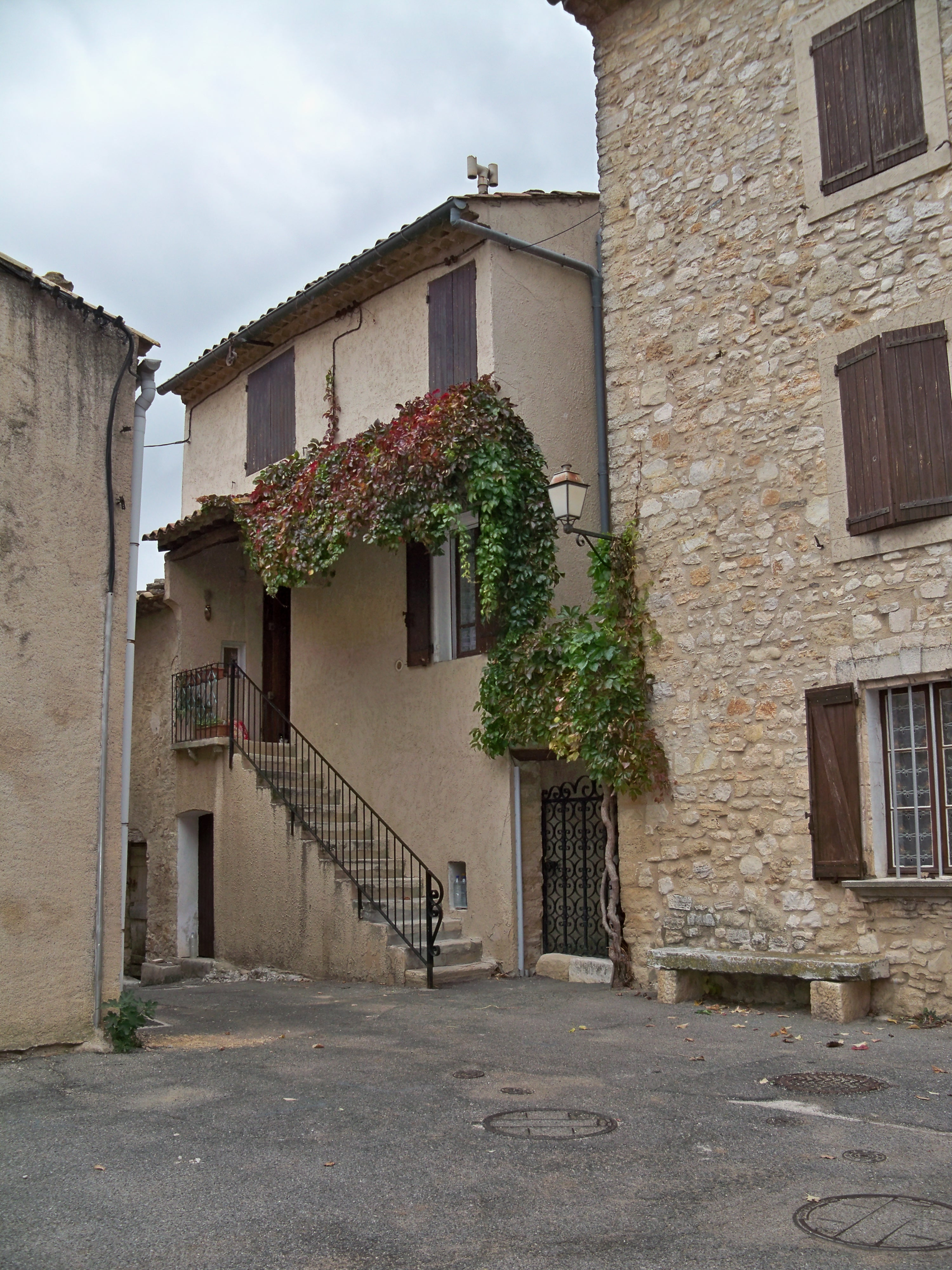
Maison en hauteur, dite la maison de Meuneu, avec son pontin, ses écuries et sa poulie pour monter le foin au grenier.

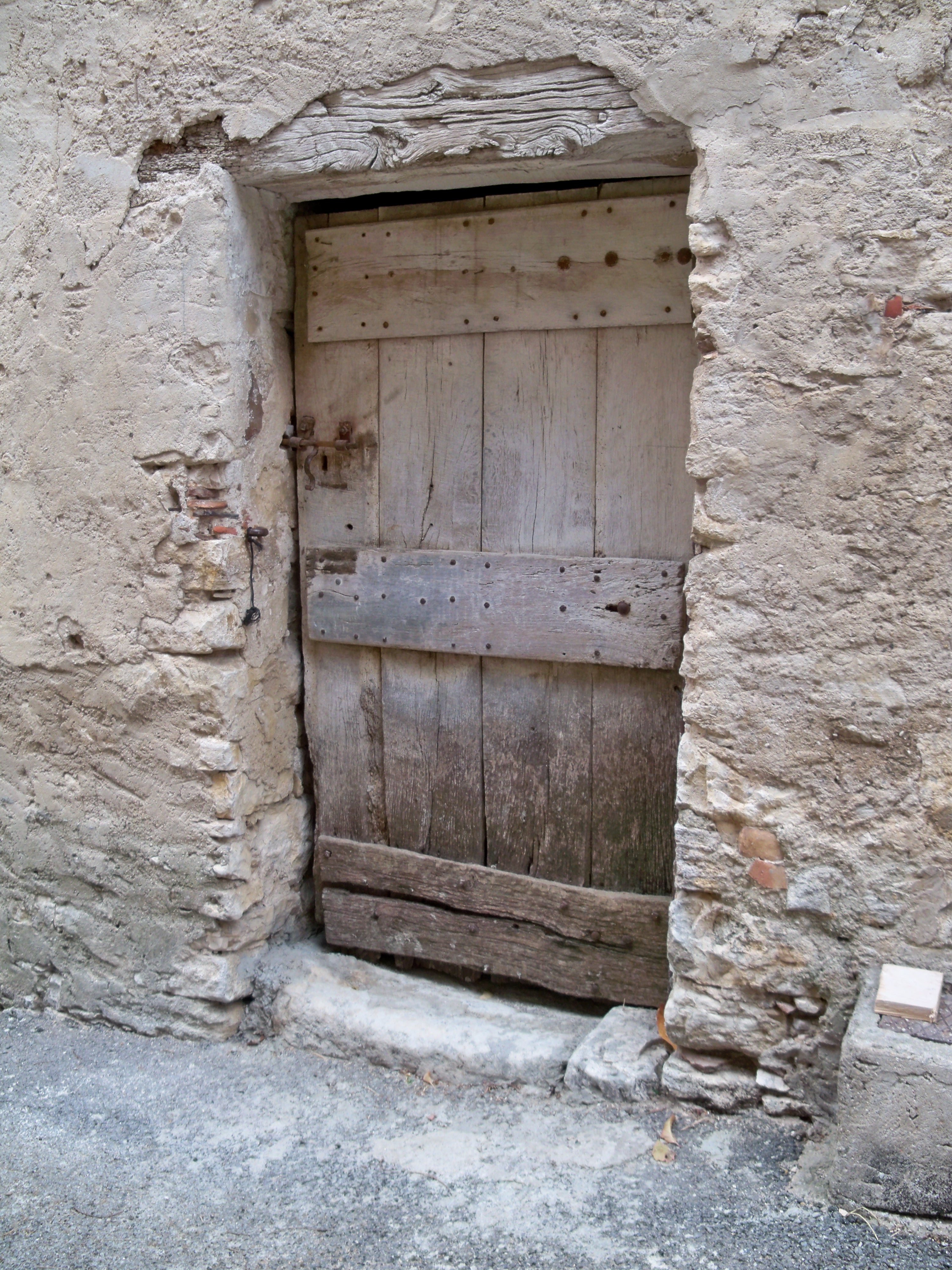
Porte d'une ancienne écurie dans le village.

Fernand Benoit explique que « son originalité consiste à placer les bêtes en bas, les hommes au-dessus ». Effectivement ce, cepe d'habitation, qui se retrouve essentiellement dans un village, superpose sous un même toit, suivant une tradition méditerranéenne, le logement des humains à celui des bêtes. La maison en hauteur se subdivise en une étable-remise au rez-de-chaussée, un logement sur un ou deux étages, un grenier dans les combles. Elle était le type de maison réservée aux paysans villageois qui n'avaient que peu de bétail à loger, étant impossible dans un local aussi exigu de faire tenir des chevaux et un attelage.
Elle se retrouve aujourd'hui dans nombre de massifs montagneux ou plateaux de la Provence occidentale.
Ces maisons datent pour la plupart du XVIe siècle, période où les guerres de religion imposèrent de se retrancher derrière les fortifications du village. Celles-ci finies, il y eut un mouvement de sortie pour établir dans la périphérie de l'agglomération des « maisons à terre », plus aptes à recevoir des bâtiments annexes.
En effet, ce type d'habitation, regroupant gens et bêtes dans un village, ne pouvait que rester figé, toute extension lui étant interdite sauf en hauteur. Leur architecture est donc caractéristique : une façade étroite à une ou deux fenêtres, et une élévation ne pouvant dépasser quatre à cinq étages, grenier compris avec sa poulie extérieure pour hisser le fourrage. Actuellement[Quand ?], les seules transformations possibles - ces maisons ayant perdu leur statut agricole - sont d'installer un garage au rez-de-chaussée et de créer de nouvelles chambres au grenier. Pour celles qui ont été restaurées avec goût, on accède toujours à l'étage d'habitation par un escalier accolé à la façade.
La présence de terrasse ou balcon était une constante. La terrasse servait, en priorité, au séchage des fruits et légumes suspendus à un fil de fer. Elle était appelée trihard quand elle accueillait une treille qui recouvrait une pergola rustique. Quand elle formait loggia, des colonnettes soutenant un auvent recouvert de tuiles, elle était nommée galarié ou souleriè.

### Maison à terre

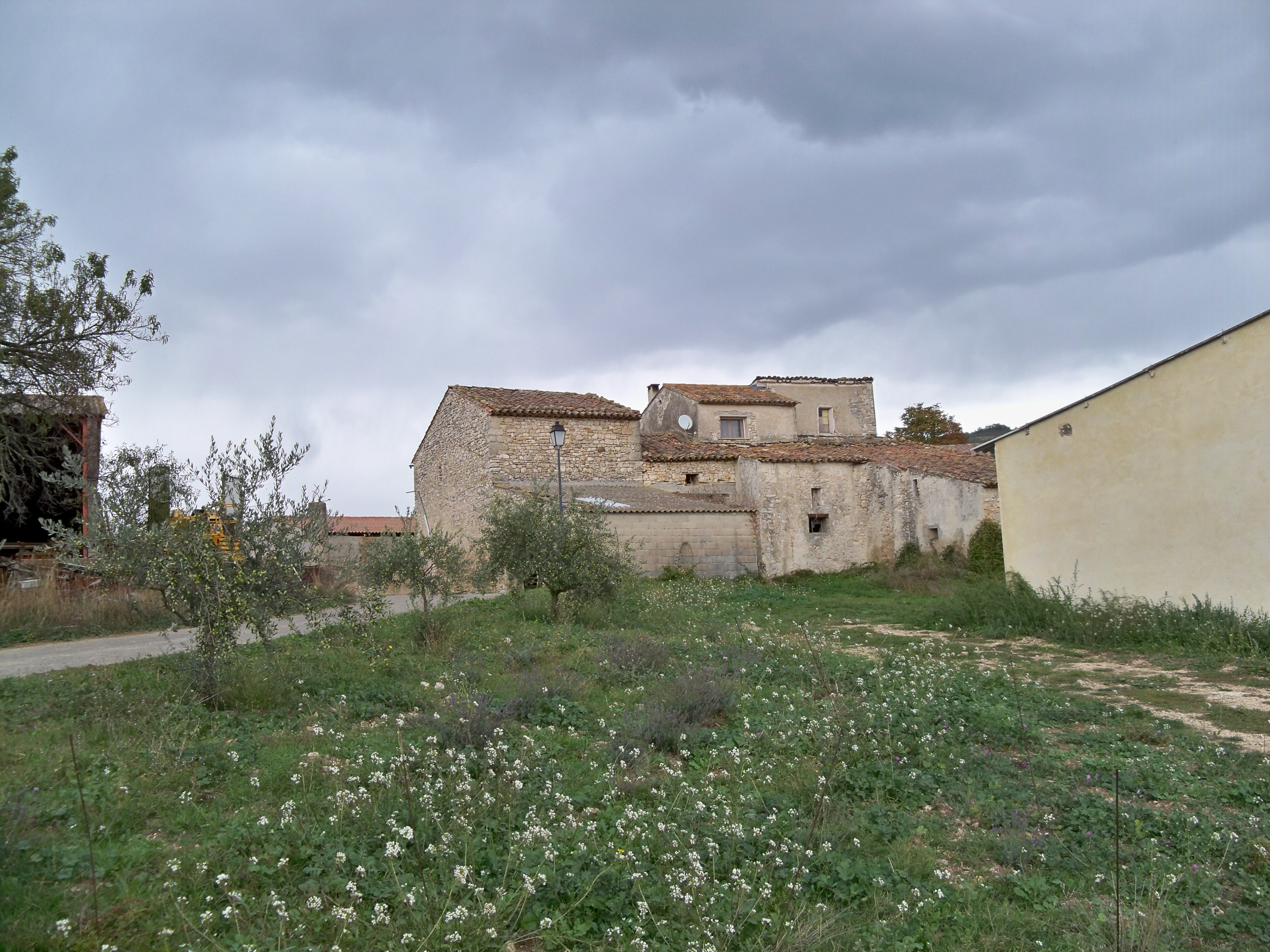
Maisons à terre constituant le hameau du Boisset.

Compartimenté dans le sens de la longueur, ce type de maison représente un stade d'évolution plus avancé que la « maison en hauteur ». Il est caractéristique de l'habitat dispersé. C'est l'habitation traditionnelle des pays de « riche culture » et la lavande en fut une.
Ce type de maison est divisé en deux parties très distinctes dans le sens de la longueur. Le rez-de-chaussée est occupé par une salle commune dans laquelle est intégrée la cuisine. Très souvent se trouve à l'arrière un cellier contenant la réserve de vin et une chambre. Un étroit couloir, qui permet d'accéder à l'étage, sépare cet ensemble de la seconde partie réservée aux bêtes. Celle-ci se compose, dans la plupart des cas, d'une remise qui peut servir d'écurie et d'une étable. L'étage est réservé aux chambres et au grenier à foin qui correspond par une trombe avec l'étable et l'écurie.
À cet ensemble, s'ajoutaient des annexes. Une des principales était la tour du pigeonnier, mais la maison se prolongeait aussi d'une soue à cochons, d'une lapinière, d'un poulailler et d'une bergerie.
Alors qu'aucune maison en hauteur ne disposait de lieu d'aisance, même en ville, la maison à terre permet d'installer ces « lieux » à l'extérieur de l'habitation. Jusqu'au milieu du XXe siècle, c'était un simple abri en planches recouvert de roseaux (canisse) dont l'évacuation se faisait directement sur la fosse à purin ou sur le fumier.
La construction d'un tel ensemble étant étalée dans le temps, il n'y avait aucune conception architecturale préétablie. Chaque propriétaire agissait selon ses nécessités et dans l'ordre de ses priorités. Ce qui permet de voir aujourd'hui l'hétérogénéité de chaque ensemble où les toitures de chaque bâtiments se chevauchent généralement en dégradé.
Chaque maison se personnalisait aussi par son aménagement extérieur. Il y avait pourtant deux constantes. La première était la nécessité d'une treille toujours installée pour protéger l'entrée. Son feuillage filtrait les rayons de soleil l'été, et dès l'automne la chute des feuilles permettait une plus grande luminosité dans la salle commune. La seconde était le puits toujours situé à proximité. Il était soit recouvert d'une construction de pierres sèches en encorbellement qui se fermait par une porte de bois, soit surmonté par deux piliers soutenant un linteau où était accrochée une poulie permettant de faire descendre un seau. L'approvisionnement en eau était très souvent complété par une citerne qui recueillait les eaux de pluie de la toiture.
Le pigeonnier devint, après la Révolution la partie emblématique de ce type d'habitat puisque sa construction signifiait la fin des droits seigneuriaux, celui-ci étant jusqu'alors réservé aux seules maisons nobles. Il était soit directement accolé à la maison, mais aussi indépendant d'elle. Toujours de dimension considérable, puisqu'il était censé ennoblir l'habitat, il s'élevait sur deux étages, le dernier étant seul réservé aux pigeons. Pour protéger ceux-ci d'une invasion de rongeurs, son accès était toujours protégé par un revêtement de carreaux vernissés qui les empêchait d'accéder à l'intérieur.

Le Boisset de Caseneuve
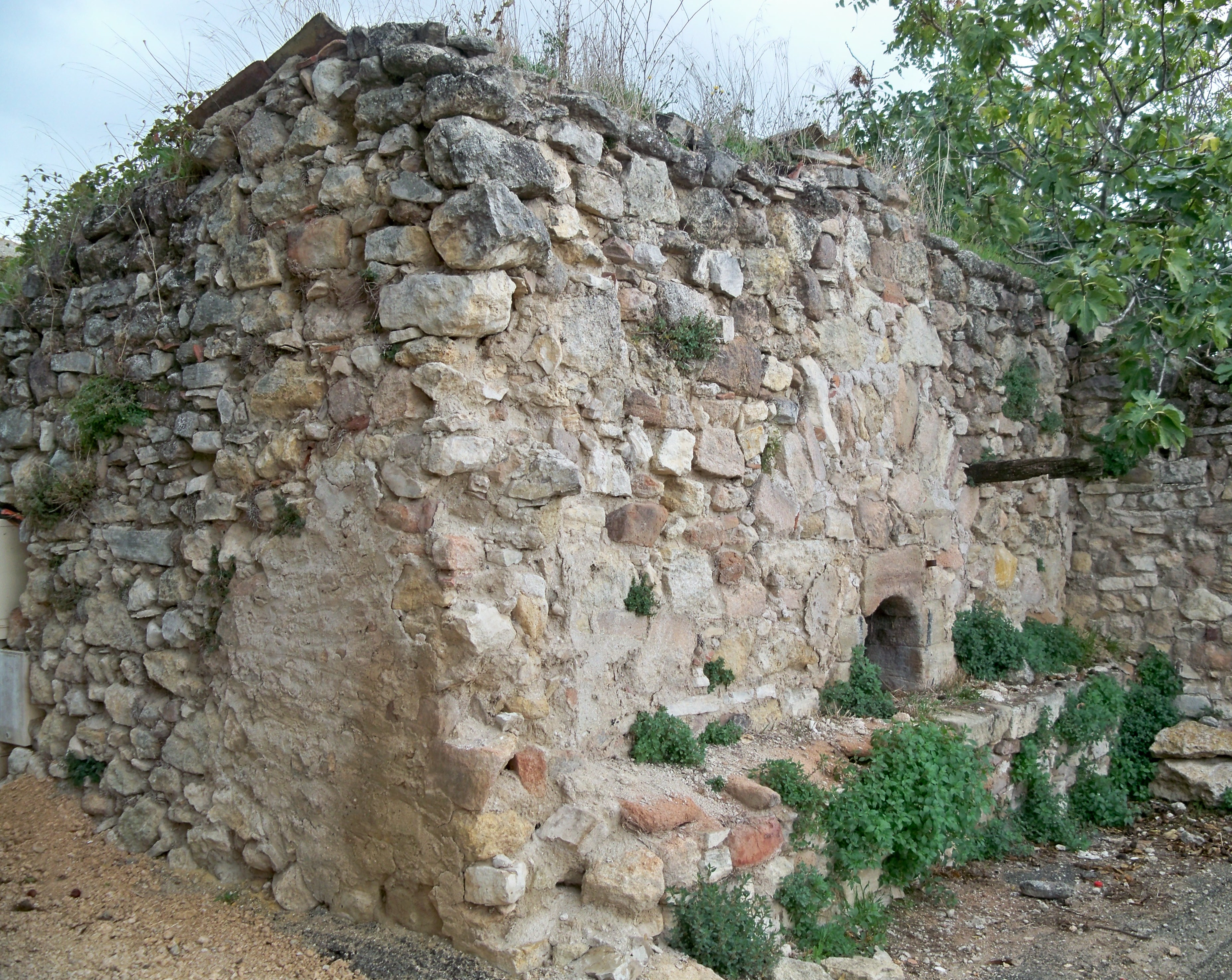
Four banal au Boisset.
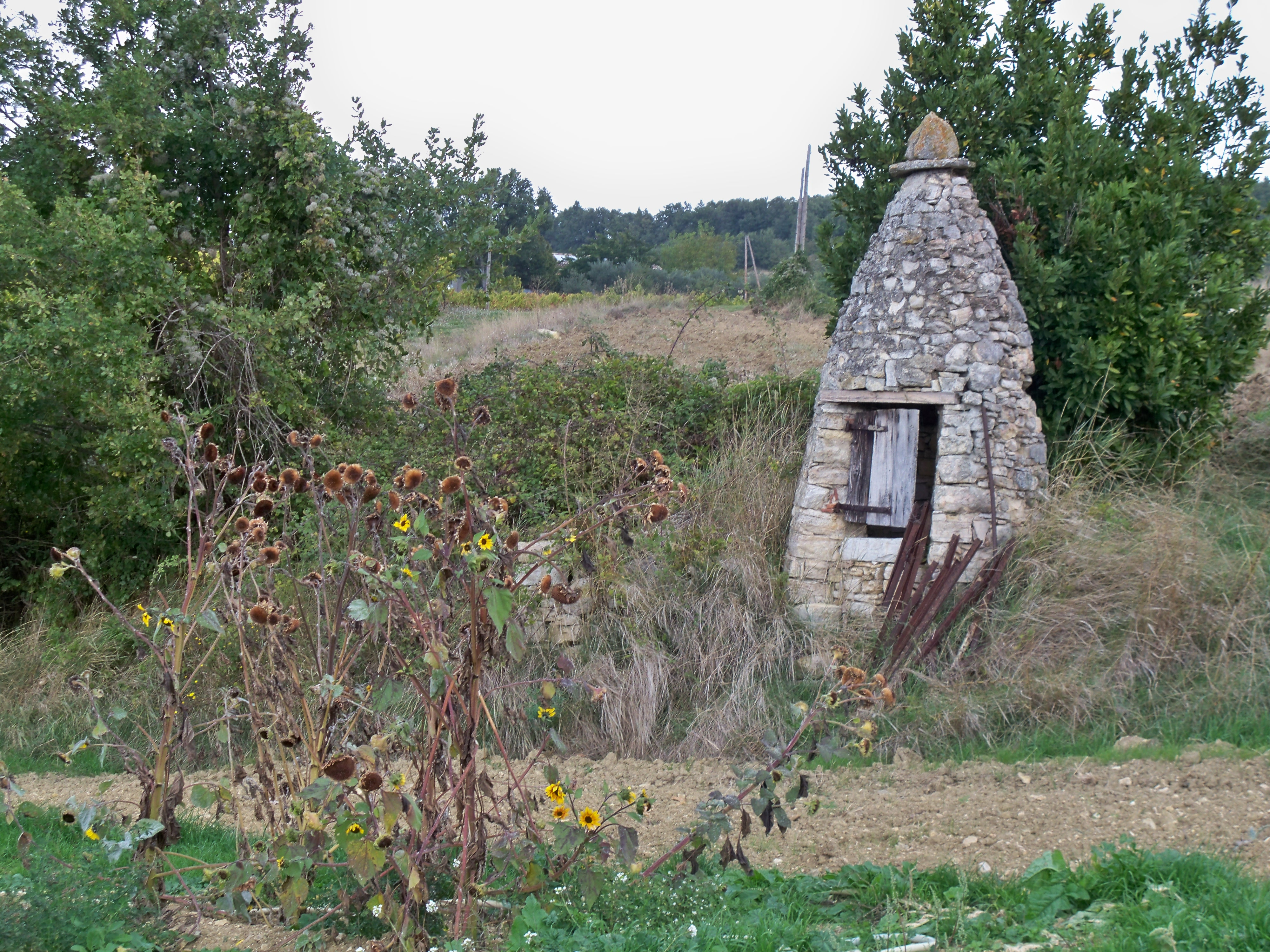
Puits au Boisset.

### Cabanon
L'existence de cette « maisonnette des champs » est toujours liée à une activité agricole qui contraint le paysan à rester éloigné de sa résidence habituelle. Dans son étude sur l'habitat rural, Fernand Benoit envisage à la fois le cas du pastoralisme et celui du sédentarisme. Pour le premier, la transhumance, qui permet aux troupeaux d'estiver dans les alpages, implique l'usage d'un habitat sur place de « type élémentaire » pour le berger. Suivant le lieu, il prend l'aspect d'un jas en pierre sèche ou d'une cabane édifiée en matériaux composites. Ce refuge lui sert à la fois d'abri et de laiterie.
Pour le paysan sédentaire, c'est l'éloignement de ses cultures qui impose un habitat aménagé près de son champ. Dans ce dernier cas, le cabanon correspond à un véritable habitat saisonnier qui est utilisé lors des travaux de longue durée.
Ces cabanons, qui se trouvent à l'orée ou au centre du champ, avaient aussi un rôle d'affirmation sociale pour le paysan. Ils étaient considérés comme « le signe de la propriété sur une terre qu'il entendait distinguer du communal ».

### Borie
On nomme ainsi en Provence une cabane de pierre sèche. Le terme de borie est issu du latin boria - déjà référencé dans le quartier Borianum d'Arles - et s'orthographie bori en provençal. Elle est aussi dénommée cabanon pointu dans les Alpes provençales (région de Forcalquier). Ce type de construction réalisé uniquement en pierres sèches, permettait au paysan de stocker (serrer en provençal) ses instruments agraires, protéger sa récolte ou plus spécifiquement sa réserve d'eau et, au besoin, d'y passer la nuit. La borie était donc une annexe de l'habitat permanent. Ce type de construction en pierre sèche est facilité par l'épierrage des champs. En Provence, il est courant dans les régions montueuses, de plateaux secs, des coteaux travaillés en restanques.
Deux bories ont été répertoriées, une au lieu-dit le Petit Plan et une à l'oratoire Saint-Jean,.

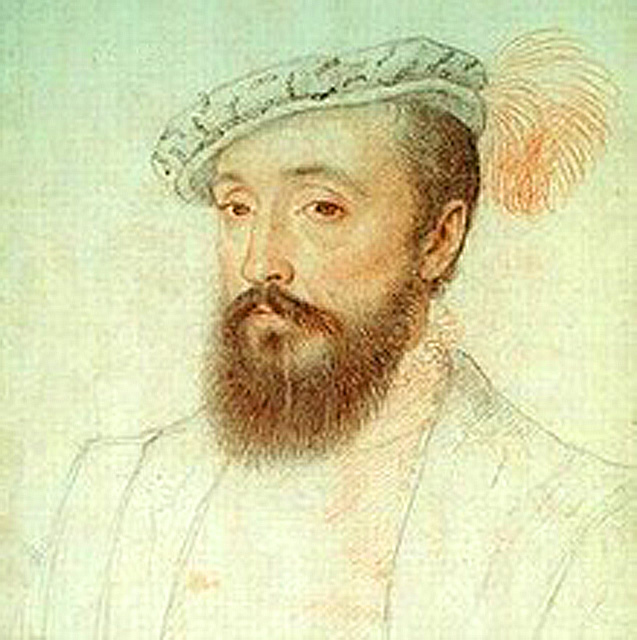
Bertrand-Rambaud de Simiane, baron de Gordes et de Caseneuve.